# Talican
Talican är en ort i Mexiko.   Den ligger i kommunen Tetela de Ocampo och delstaten Puebla, i den sydöstra delen av landet, 150 km öster om huvudstaden Mexico City. Talican ligger 1 901 meter över havet och antalet invånare är 404.
Terrängen runt Talican är kuperad åt sydost, men åt nordväst är den bergig. Runt Talican är det ganska tätbefolkat, med 75 invånare per kvadratkilometer. Närmaste större samhälle är Zacapoaxtla, 16,7 km öster om Talican. I omgivningarna runt Talican växer huvudsakligen savannskog.